# الکس دانسون
الکس دانسون (انگلیسی: Alex Danson؛ زادهٔ ۲۱ مهٔ ۱۹۸۵) بازیکن هاکی روی چمن اهل انگلستان است که در مسابقات کشوری و بین‌المللی در مجموع برندهٔ ۳ مدال طلا، ۳ مدال نقره، ۱۲ مدال برنز شده‌است.